# Вал Чингисхана (станция)
Вал Чинги́з Ха́на — железнодорожная станция в Монголии. Монгольское название — «Чингисийн далан».
Ветка Соловьёвск — Чойбалсан. Граничила с советской железнодорожной станцией «Звеносборочной», ОВЭ УС-15.
Обслуживала станцию и закрытый участок железнодорожной дороги воинская часть 88089. В 1988 году частью командовал старший лейтенант Игорь Веснин. Вблизи станции располагалось тепловозное депо и непосредственно сама воинская часть. Дорога уходила к городу Дорноду, имела разъезд 47 км, станцию Входную и конечную станцию — Шахтную. На станции Входная небольшой радиационный постоянный фон за счет близости карьера. В 1988 году была начата добыча руды, содержащей уран (открытым и шахтным способом), после ухода СССР из Монголии, шахта была затоплена, карьер остановлен. Монголы продали лицензию американцам за 50 тысяч долларов, но добыча достаточно дорогая. После подорожания урана, Россия собирается заново восстанавливать добычу сырья совместно с Монголией.
Сам вал представляет собою широкую насыпанную полосу, уходящую со станции в сторону России на многие сотни километров. Близка китайская граница (около 37 км), со стороны Монголии практически не охраняется. Монголов на станции Вал Чингиз-Хана очень мало, только обслуживающий персонал, есть электричество.
В 1953 г. на станции родился петербургский художник-нонконформист Вик.